# Latorpuszta

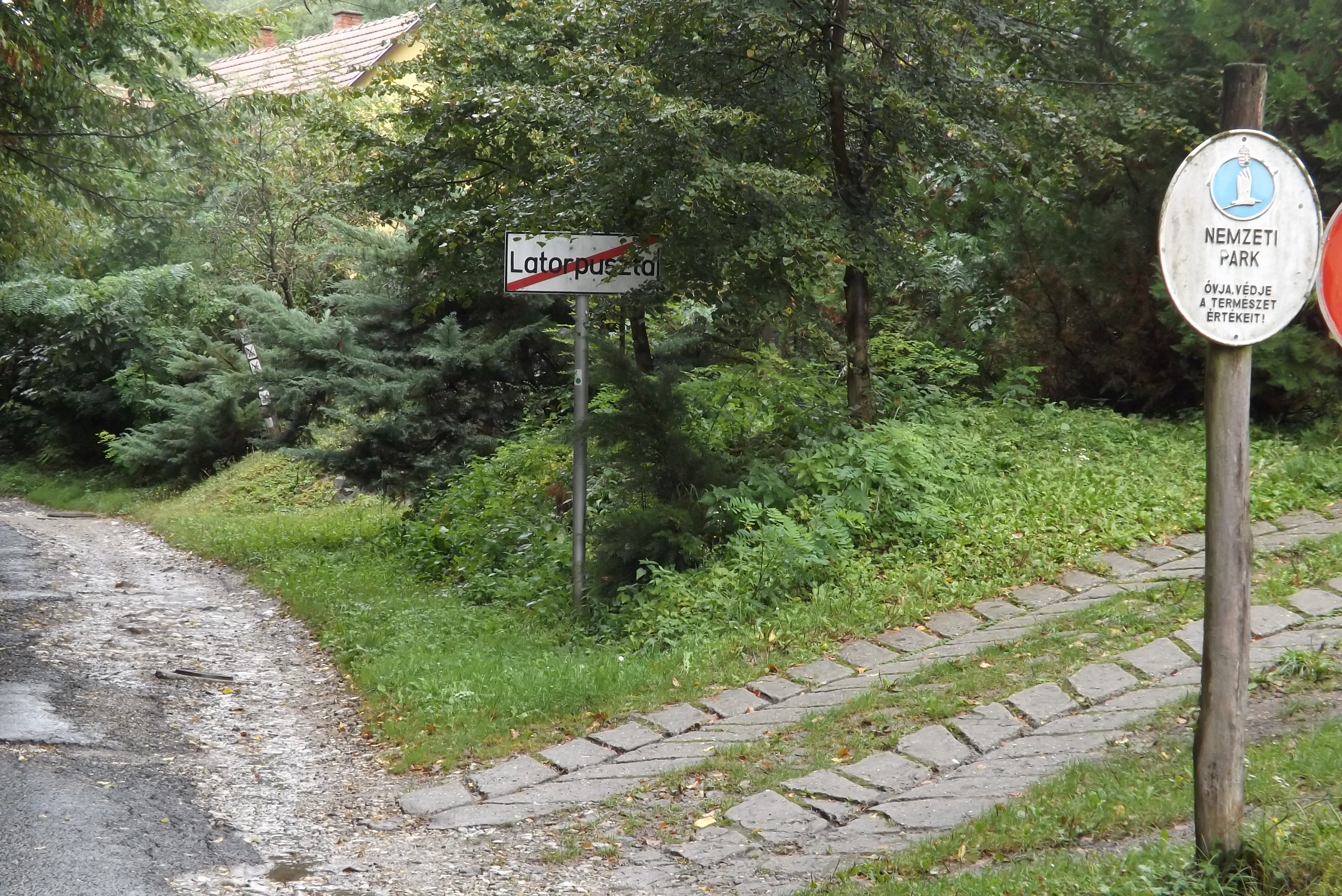
Latorpuszta táblája

Latorpuszta Sályhoz tartozó településrész a falutól északnyugatra, a Latorvár-tető alatt.

## Fekvése
Sálytól északnyugatra található.

## Története
Latorpuszta helyén az itt végzett régészeti feltárások szerint egykor az Árpád-kori Váralja település állt. A felette fekvő hegyen; Latorvár-tetőn  pedig három telepet: egy nagy kiterjedésű késő bronzkori települést, tőle kis távolságra a hegytető fennsíkján egy 10. századi sáncvárat Örsúr várát, valamint a hegy délkeleti ormán egy kisméretű kővárat, a Latorvárat azonosítottak a régészeti feltárások során.
Az itt végzett feltárások során itt a várhegy alatti völgyben egy 10. század-i nemzetségfői központ képe bontakozott ki, melyet Váralja településsel azonosítottak, és melyet az Örsúr nemzetség váraljai ága birtokolt. Váralját már a középkori források is említették.
Itt a várhegy alatti völgyben, Latorvár-tetőtől nyugatra, az egykori Váralja település helyén kőkemencés házak, kőépületek és egy körtemplom alapjai kerültek elő a Lator-patak két partján végzett feltárások során.

## Nevezetességei
- Latorvár – a település feletti hegy ormán.
- Örsúr vára – a település feletti hegyen.
- Harangláb – Latorpusztán, a vár alatt, az odavezető ösvény elején, az egykori iskolaépület mellett áll. A rajta található évszám alapján 1823-ban épült.
- A Lator-vízfő-barlangja egy nem működő forrásbarlang.
- A Vízfő-forrás a Bükk hegység gazdag karsztvízforrásainak egyike, mely egy barlangban ered. A barlang forrásának tápterületét a hegység karsztkőzetei adják. A forrást a mészkőbe szivárgott csapadékvíz táplálja. A Vízfő-forrás állandó karsztvízforrás, melynek vízhozama 5200 liter/perc, és több környékbeli települést lát el jó minőségű ivóvízzel. A barlang forrásából az úgynevezett Vízfő-forrásból ered a bővizű Lator-patak, amely télen sem fagy be, és a maradványfajnak tekinthető feketecsigák (Theodoxus prevostianus) élőhelye, és mely faj ritkasága miatt szerepel a Természetvédelmi Világszövetség Vörös Listáján is. A patak vize a világháború előtt Latorúton és Sályban 8, egyes források alapján 13 vízimalmot hajtott. A hagyomány szerint a patak vizéből egykor aranyat is mostak.
- A Lélek-lyukról egyes kutatók azt gondolják, hogy még a honfoglalás előtt volt készítve. A mesterséges üreg tufába faragott pinceszerű helyiség, melynek függőleges kürtőjében kőbe vésett írásjelek találhatók. A kutatók az üreg felett egy sáncvár maradványait tárták fel. Az itt feltárt kisméretű földvár korát – erre vonatkozó írásos anyag hiányában – meghatározni  nem lehet. Annyi azonban bizonyos, hogy a földvár és a mellette található Lélek-lyuk egymással összefüggésbe hozható, talán egykori kultikus hely lehetett, mely máig őrzi titkát. Az üreggel szembeni területen találtak rá egy körtemplom és egy temető, valamint lakóházak maradványaira.
- A Szeles-barlang, a Bükk-hegység egyetlen jeges barlangja nem messze található innen.
- Csiga-hegyi-borzlyuk
- Régi pincesor
- Régi kőfejtők Sály és Latorpuszta között
- Vadaskert – dámszarvasokkal és muflonokkal

## Galéria

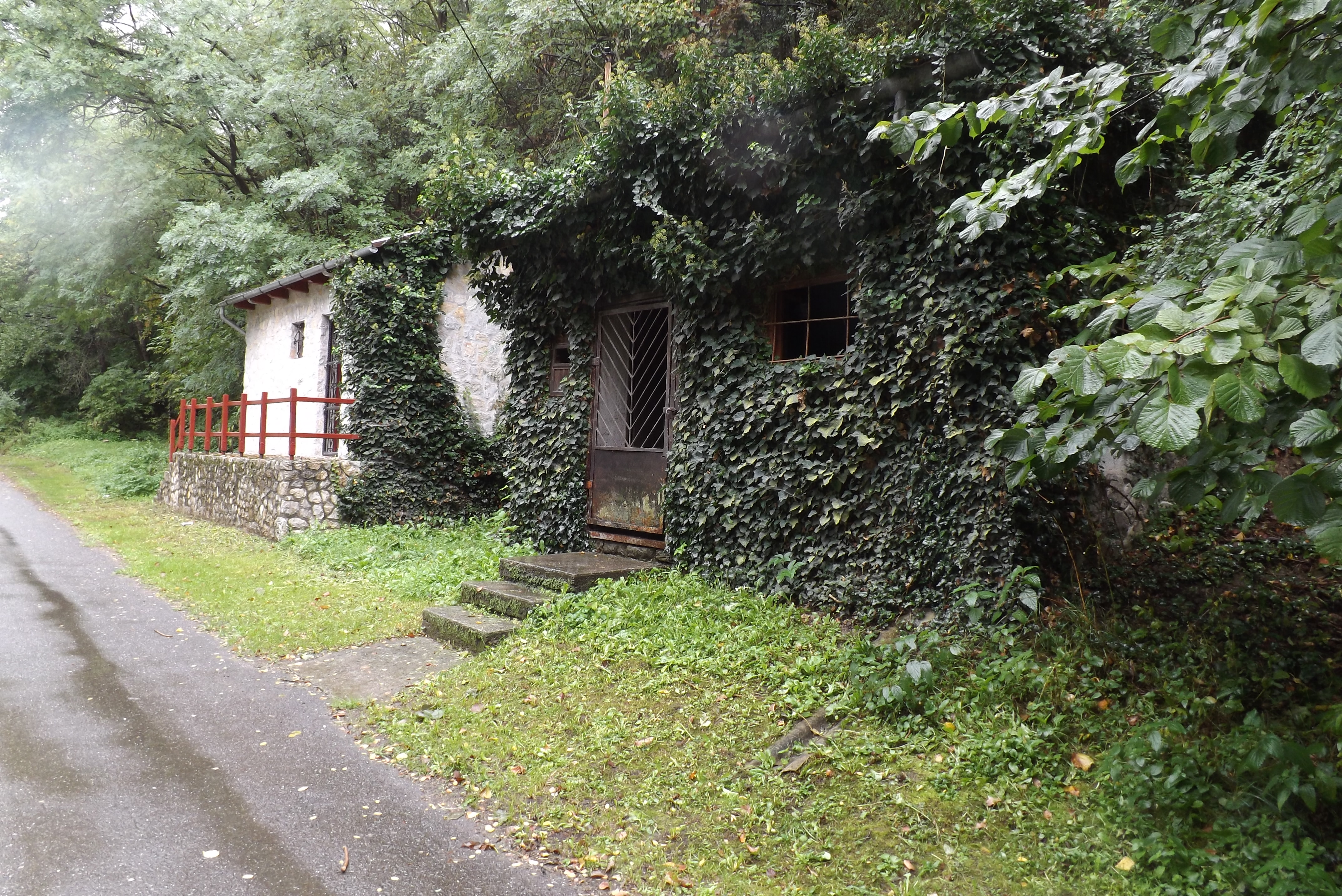
Pincesor, részlet
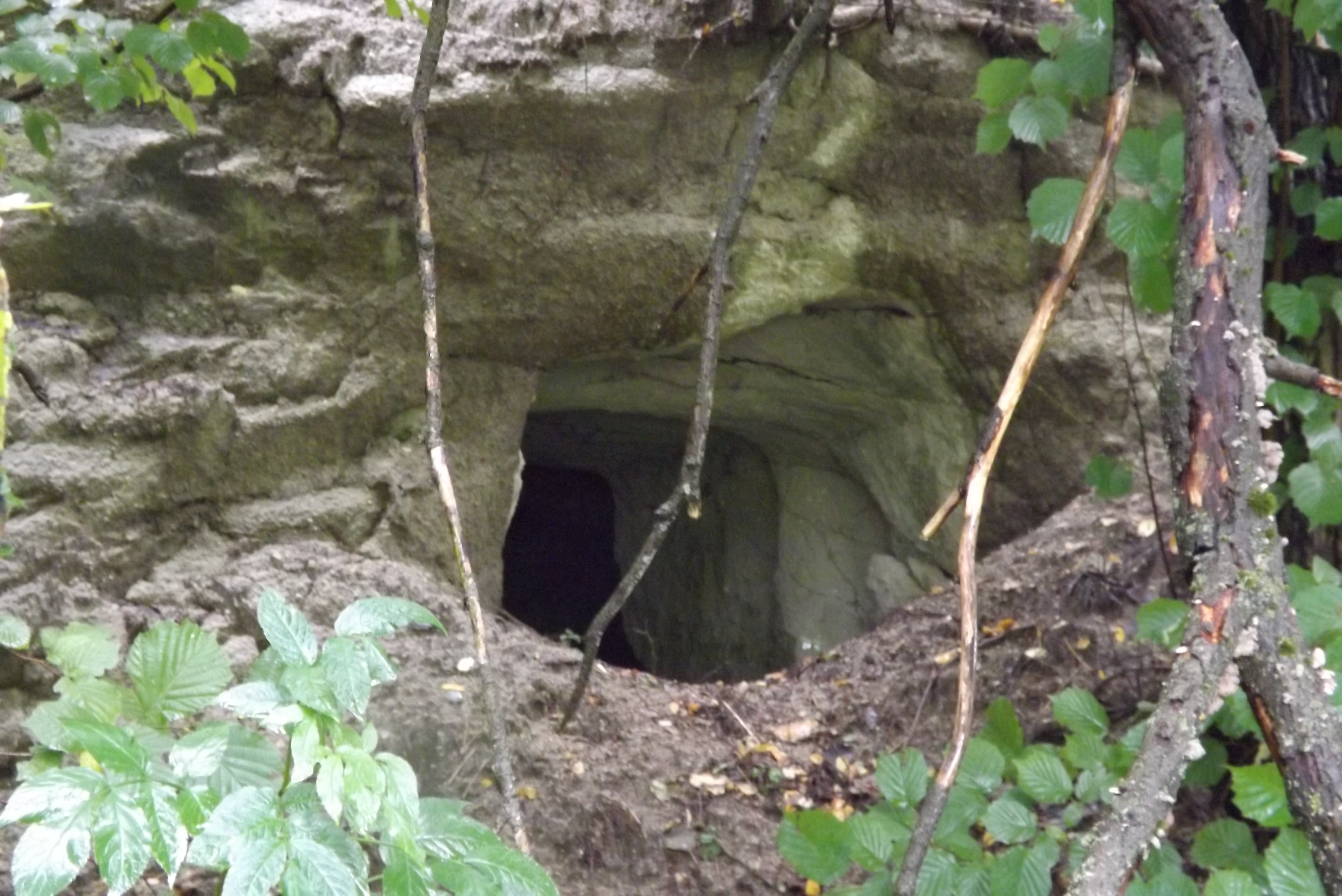
Régi, elhagyott pince a domboldalon
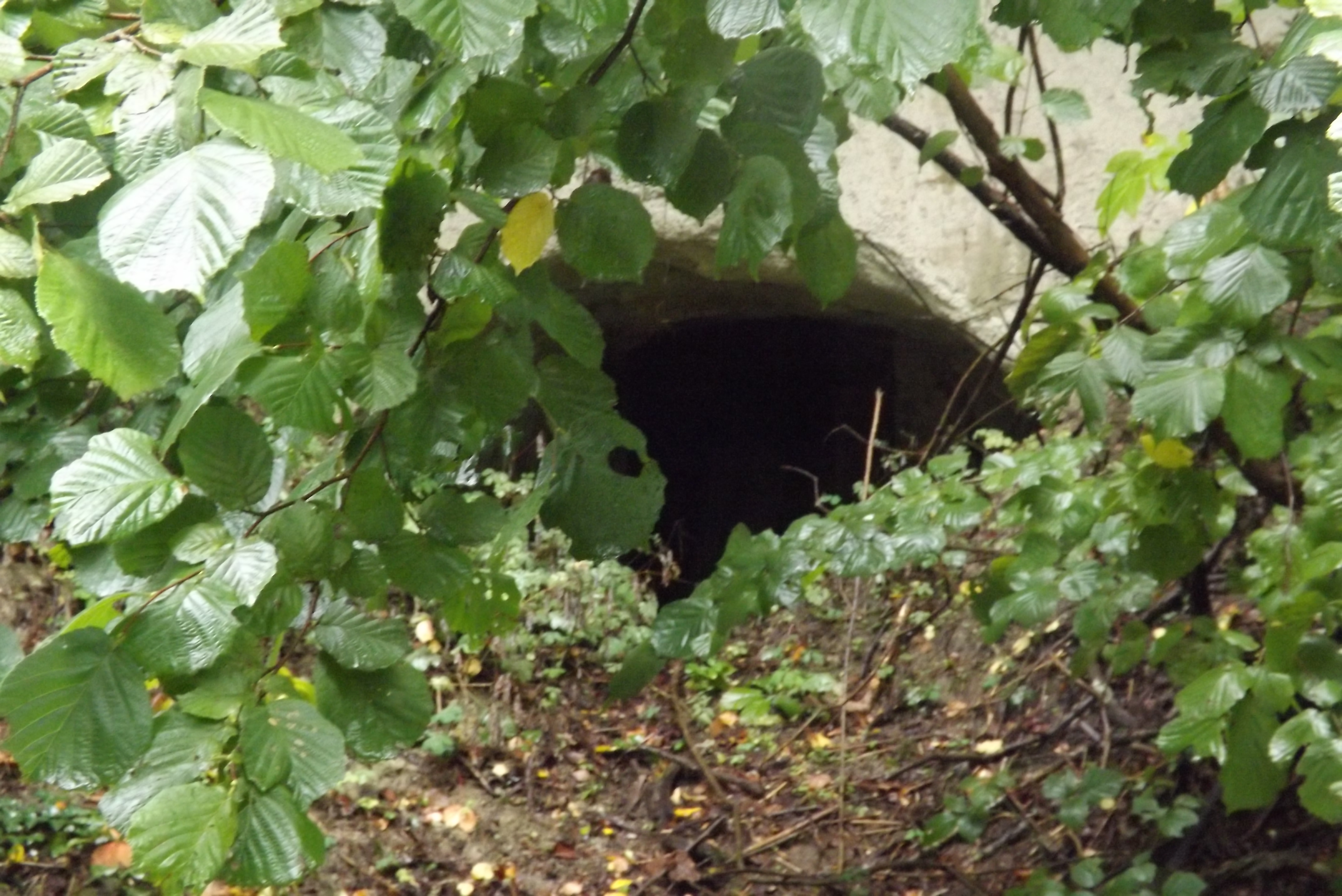
Elhagyott pince
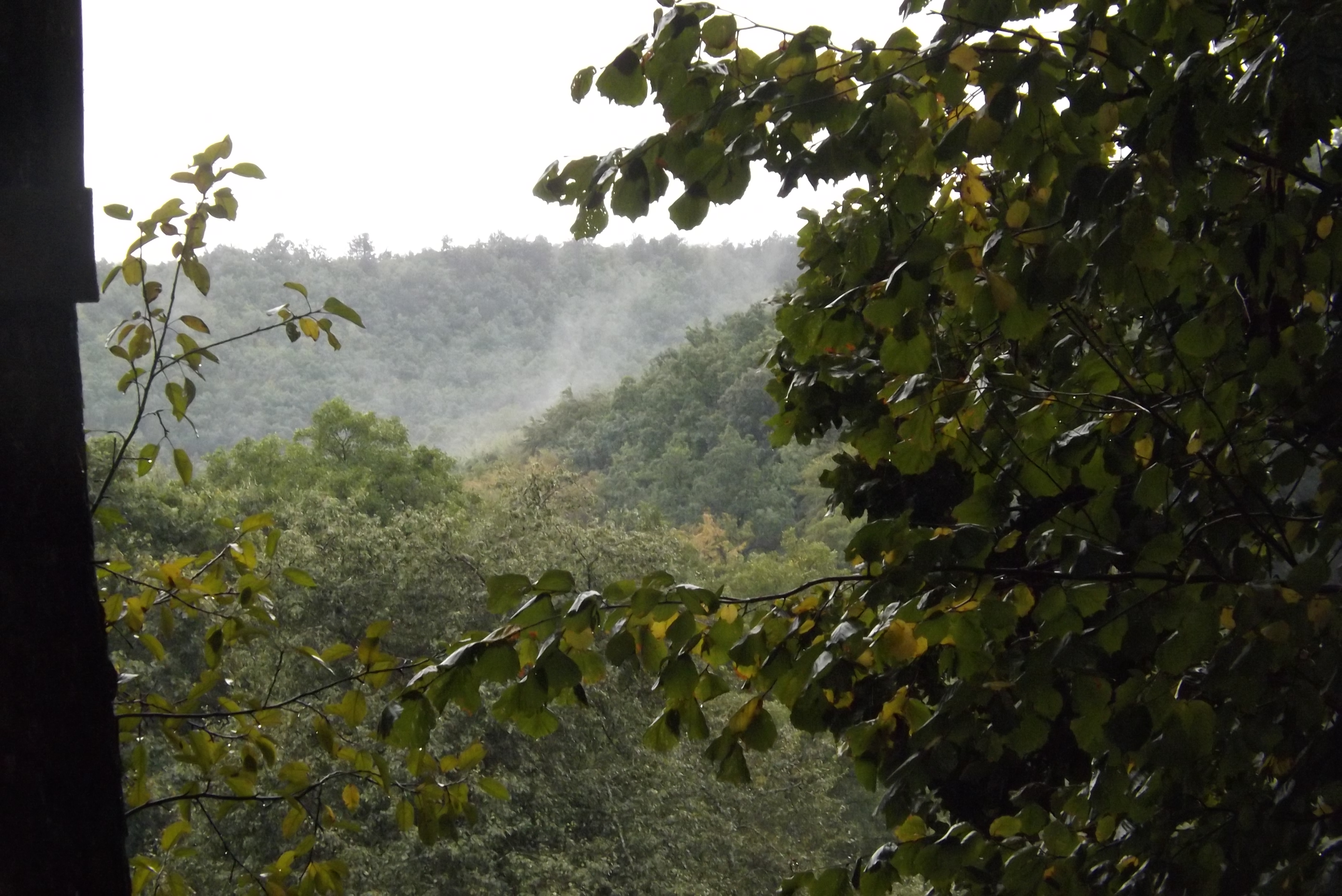
Ősz eleje a Bükkben
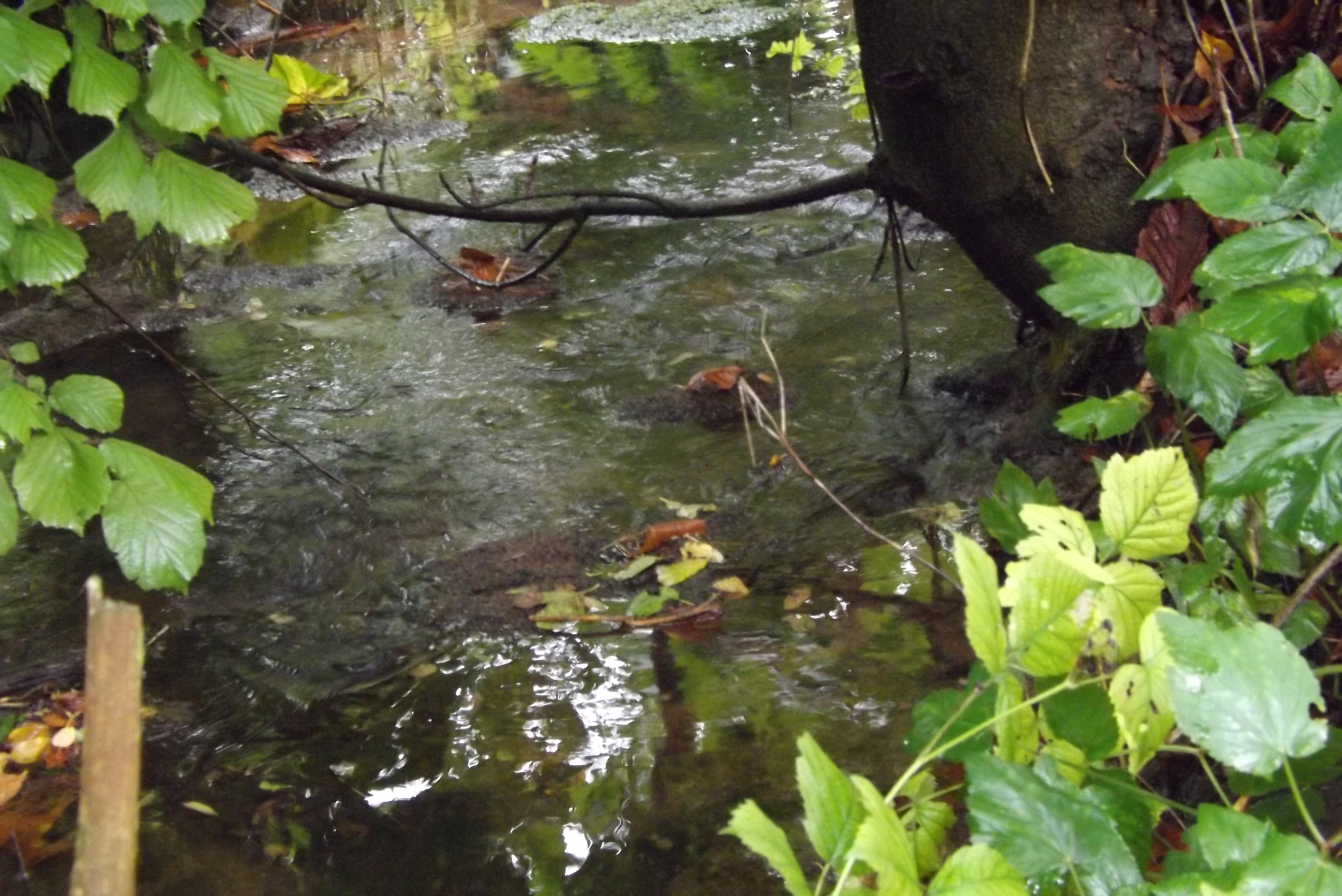
A patak vize Latorpusztánál
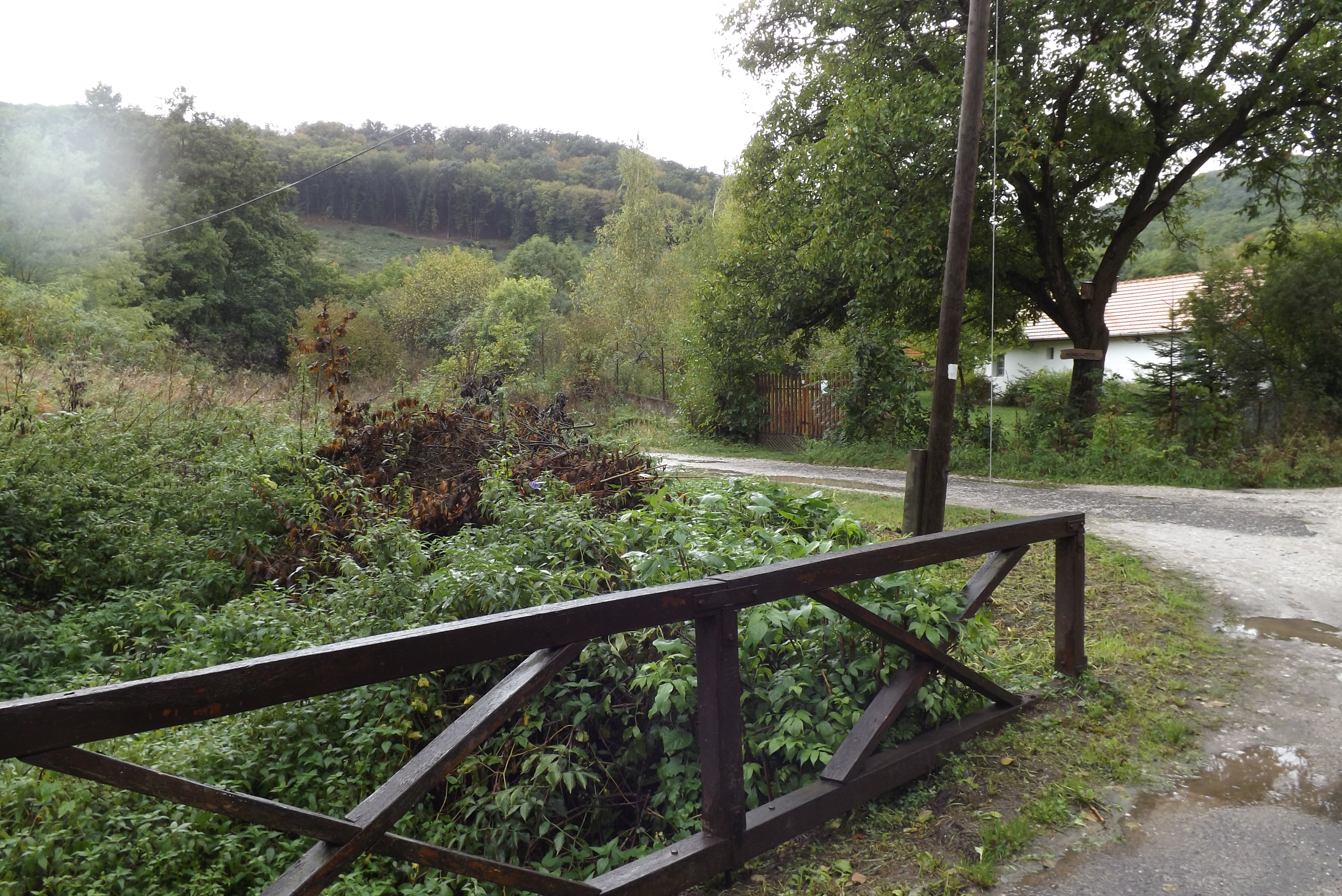
A patak fahídja
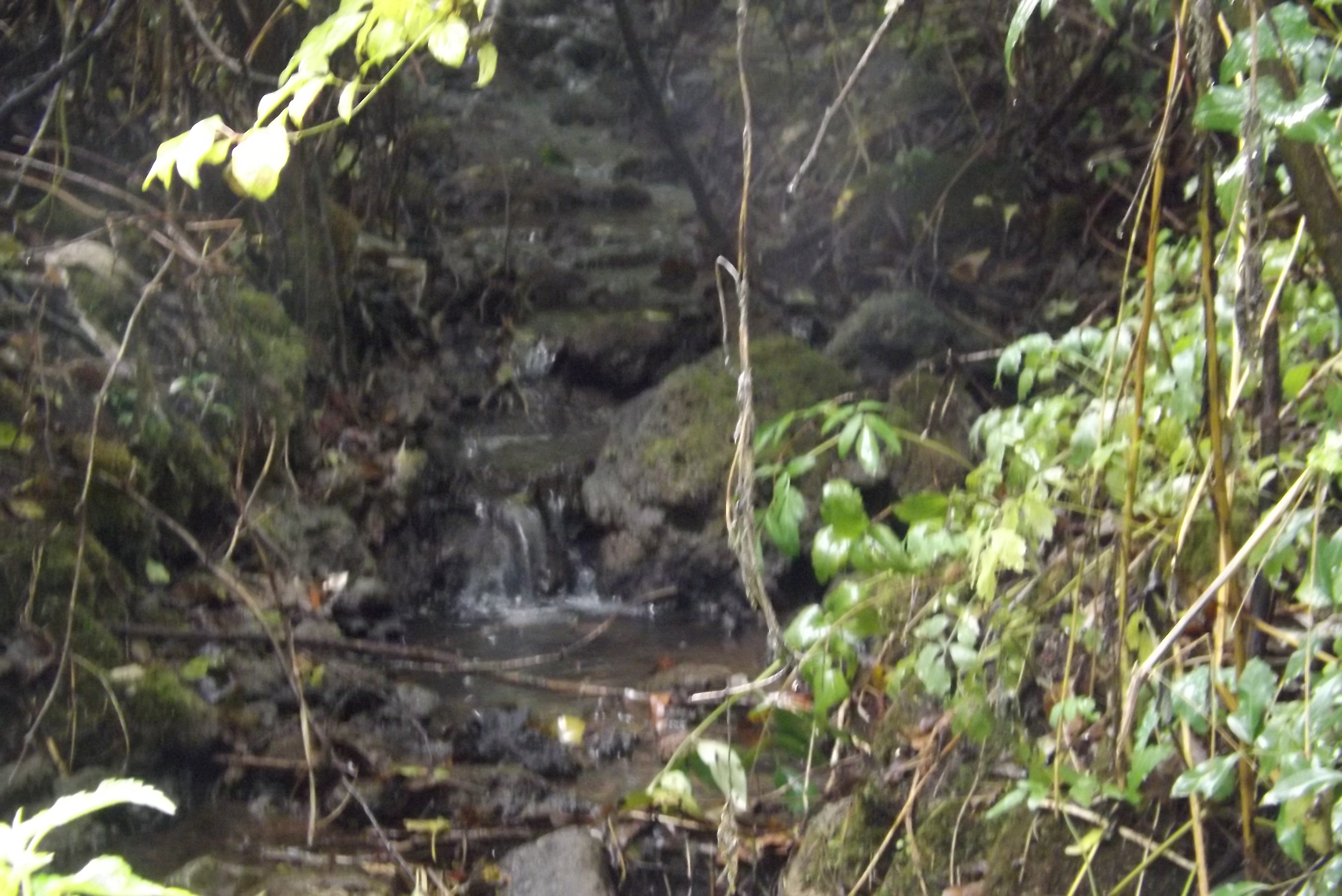
A patak vízesése
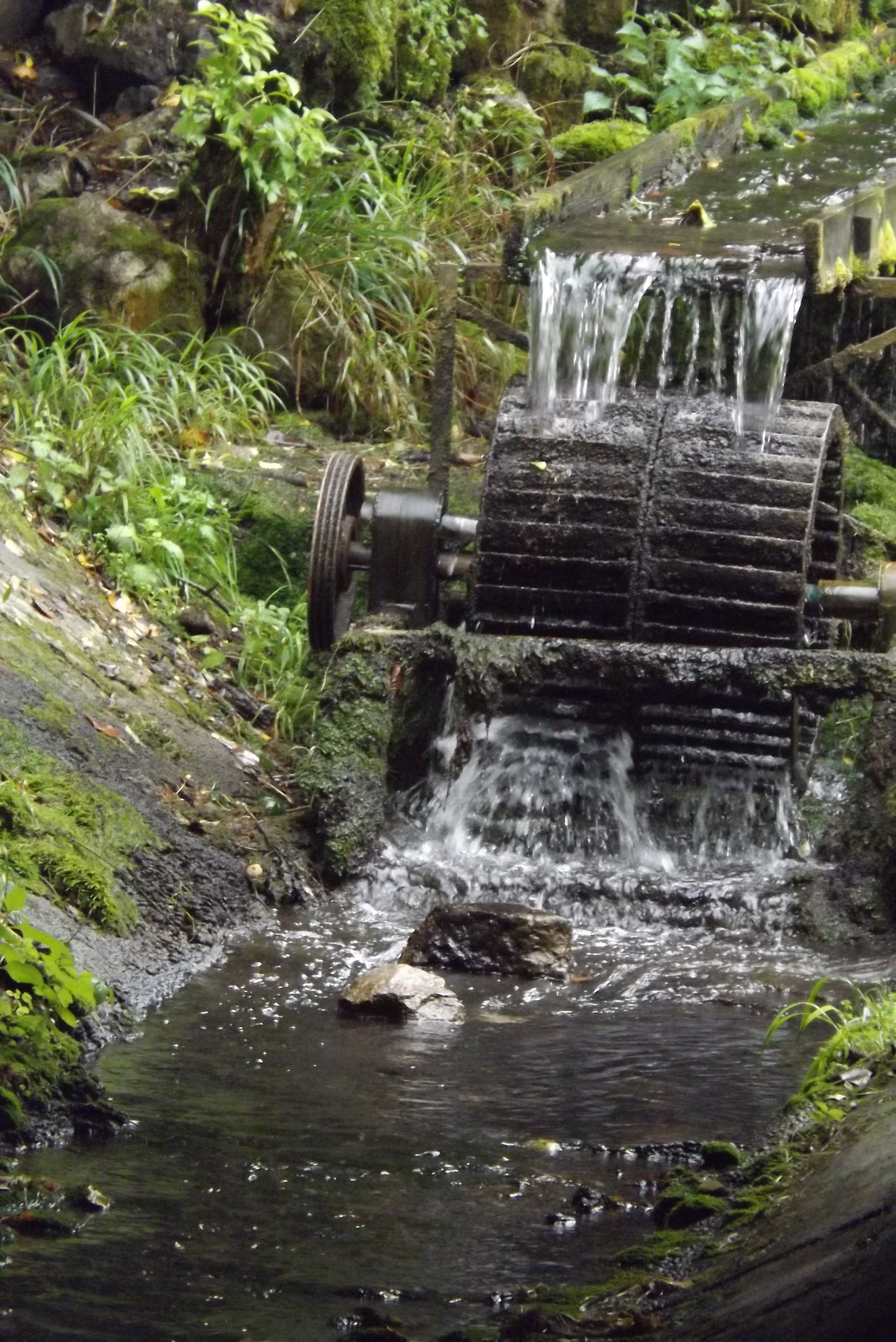
Vízikerék a patakon
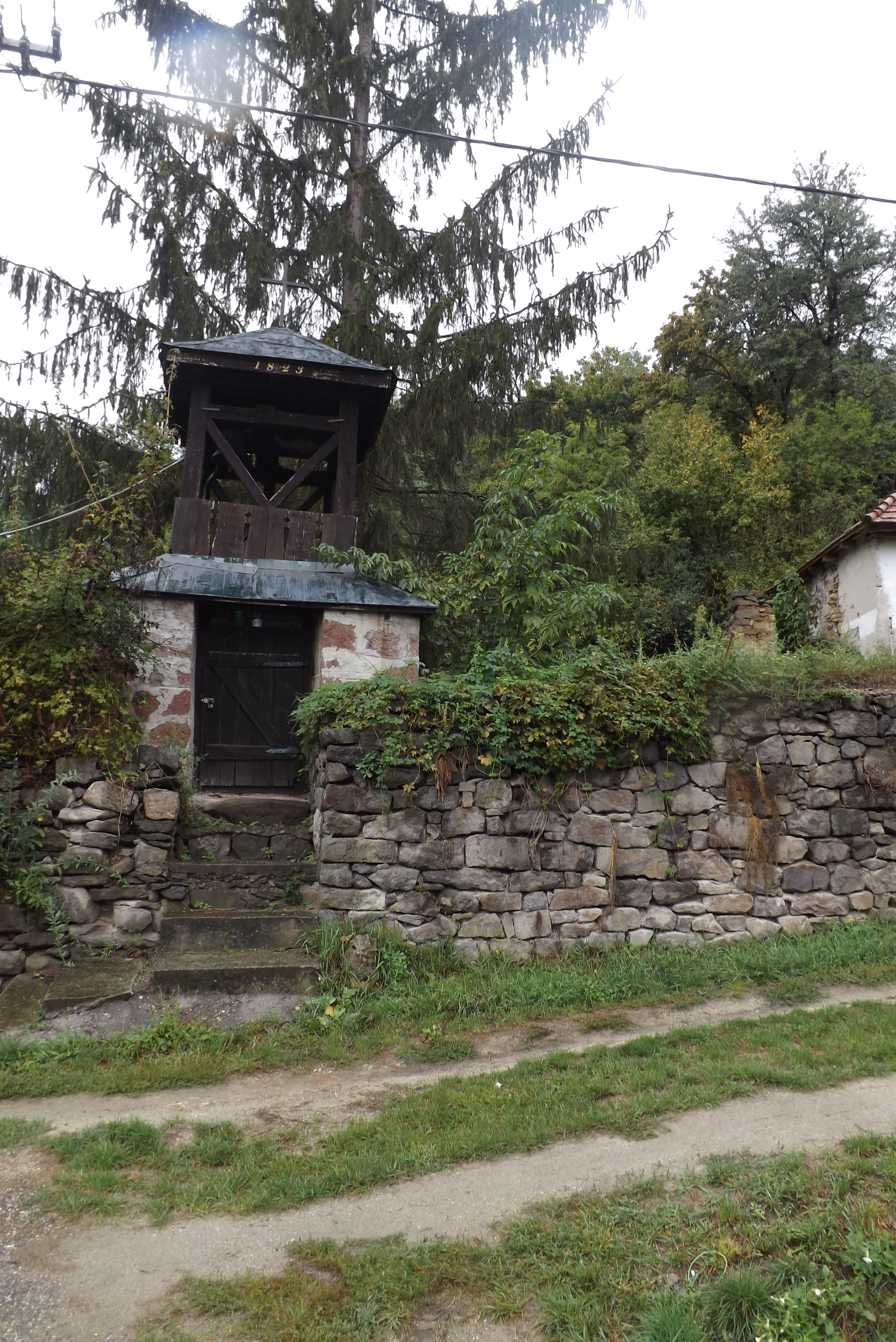
1823-ban épült harangláb Latorpusztán, a régi iskola mellett
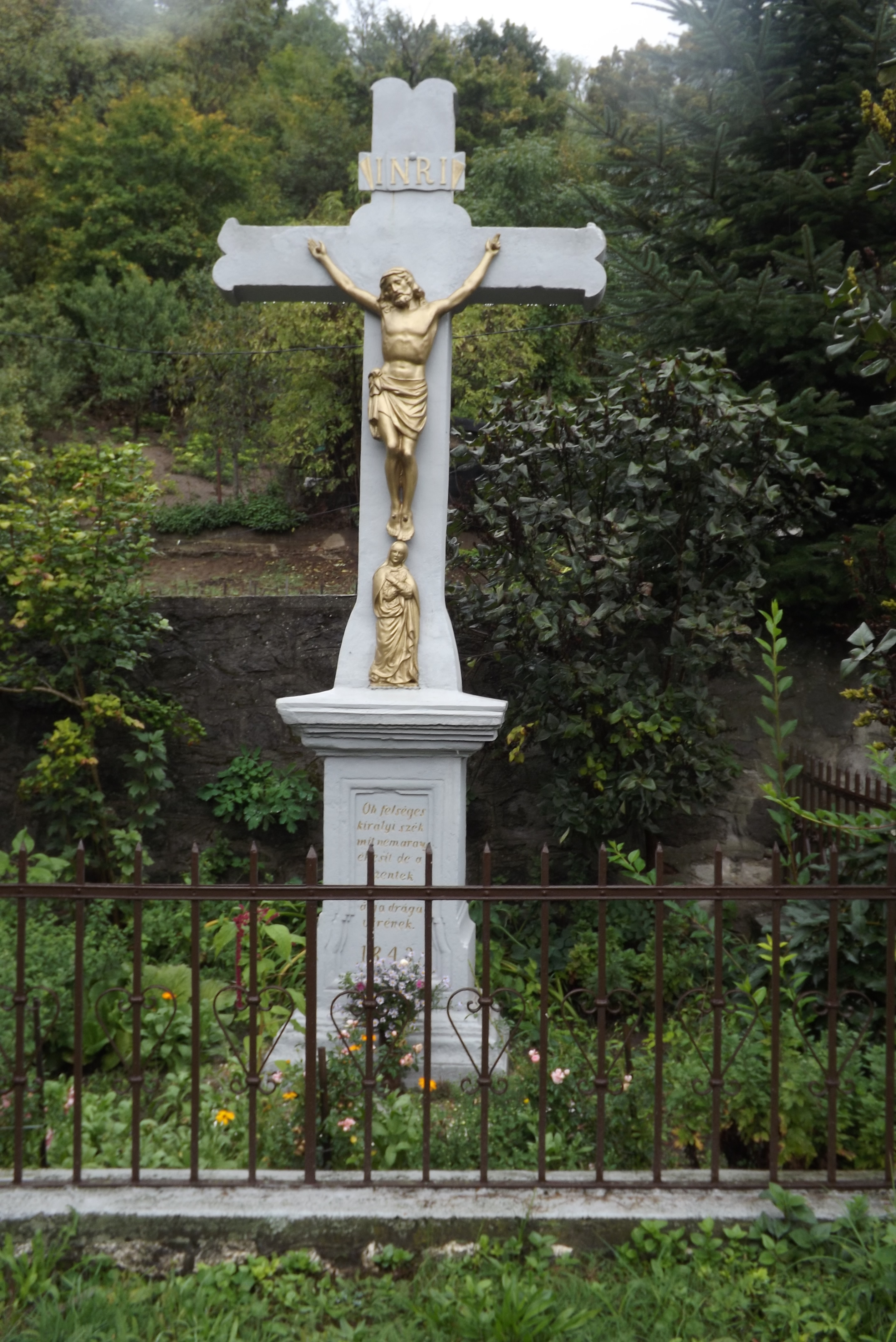
Kőkereszt a régi katolikus iskola sarkánál
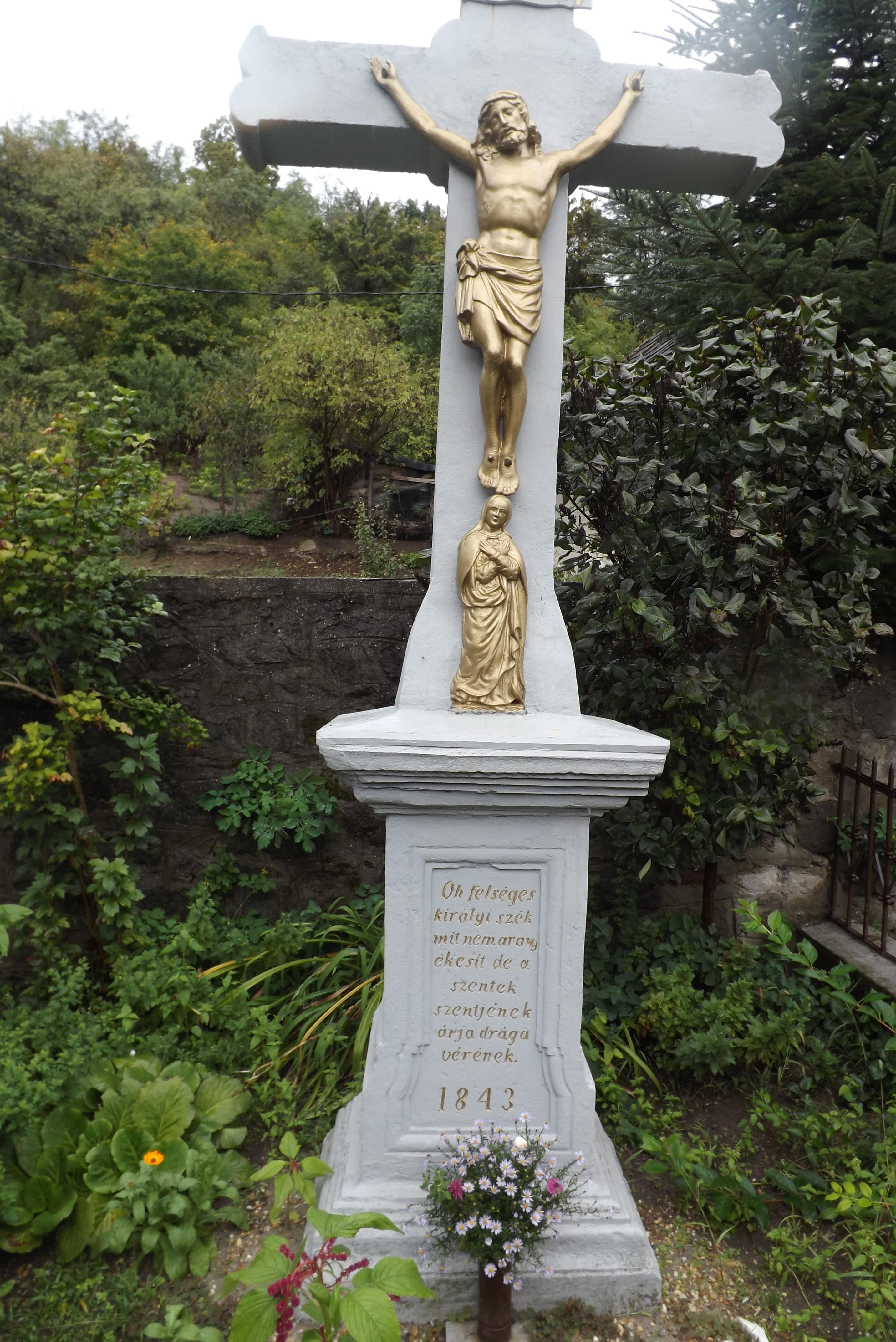
Az 1843-ból való kőkereszt szövege
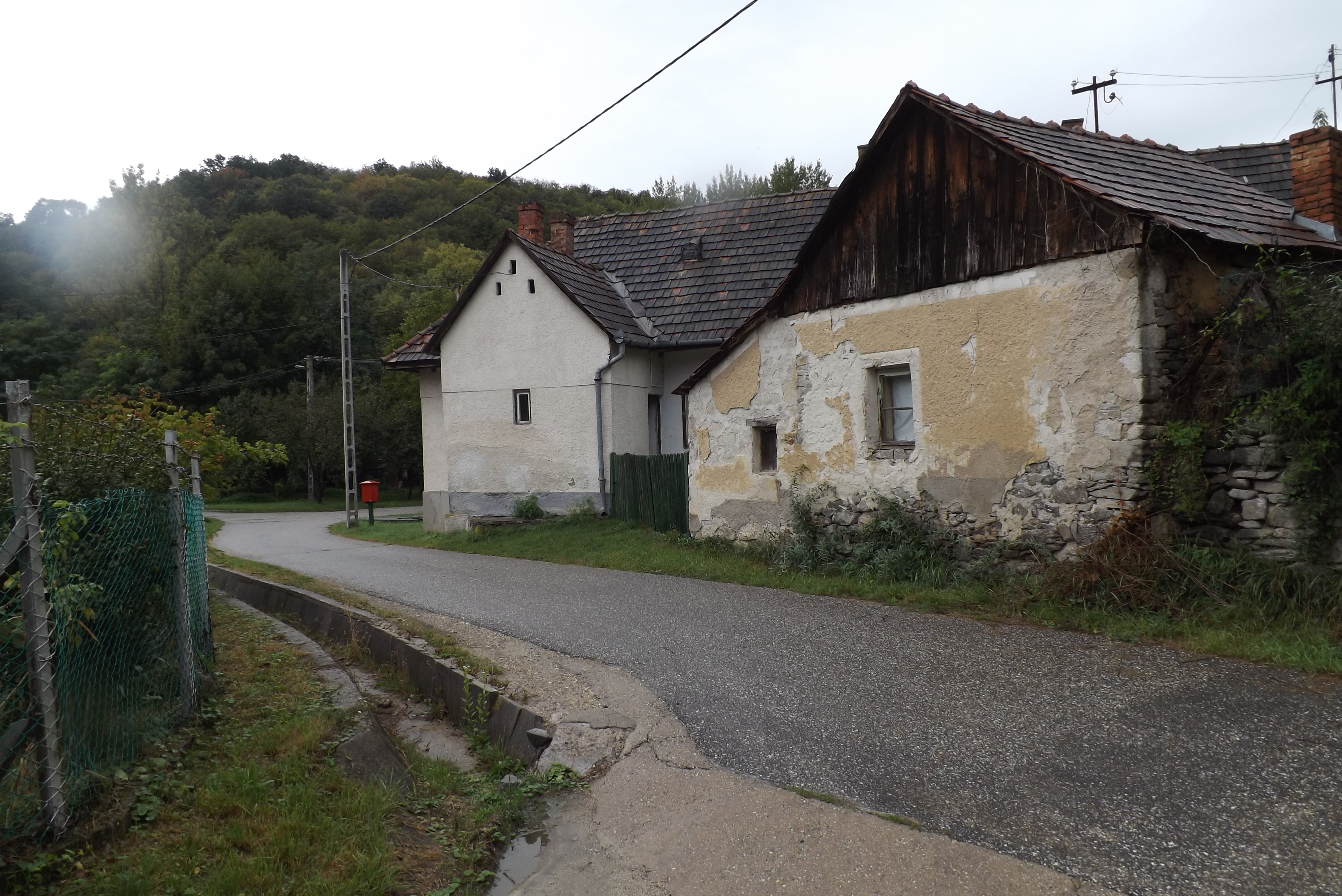
A régi katolikus iskola épületei a Latorhegy feljárata melletti sarkon. Ma imaterem és a Barlangászok otthona található benne.
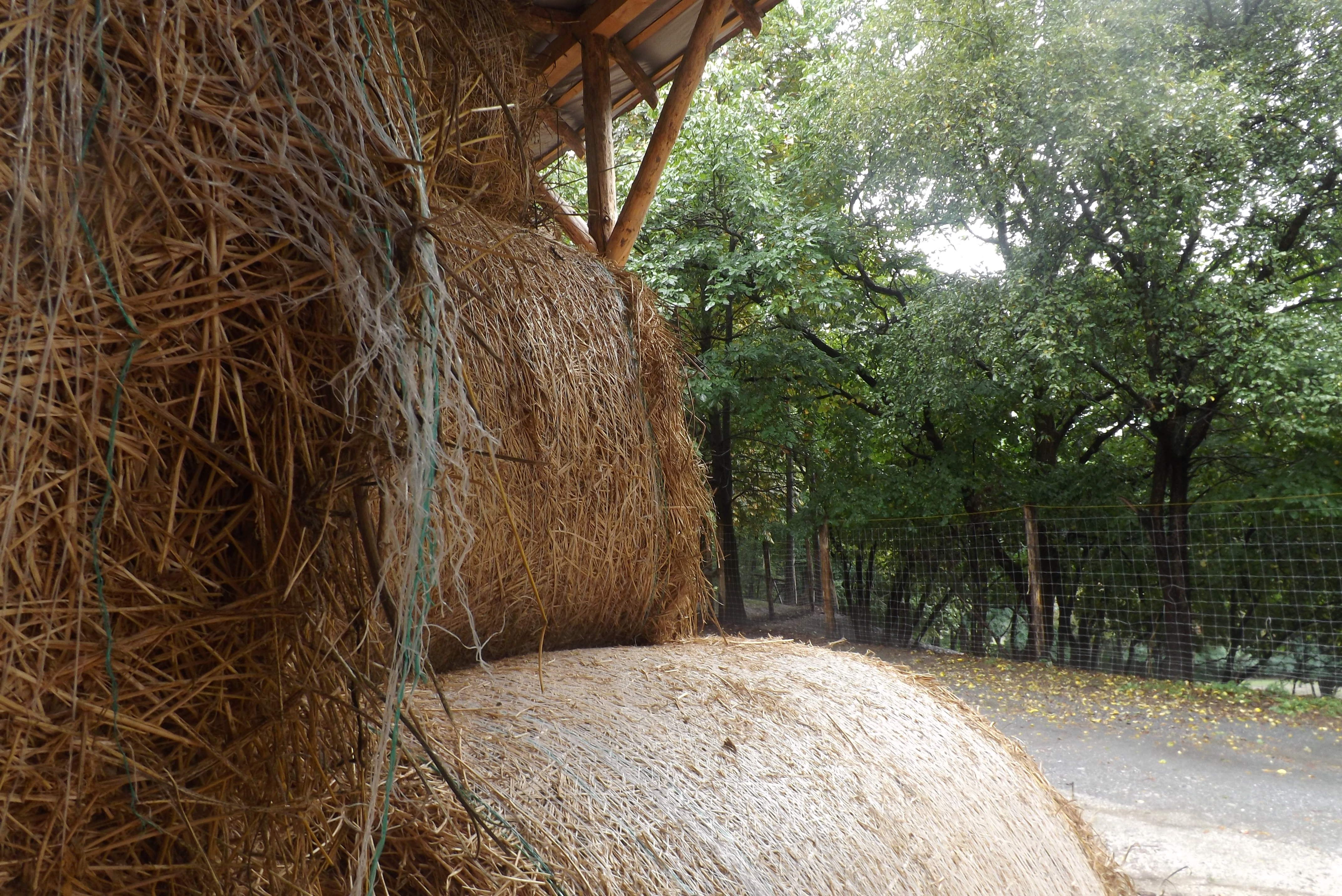
A vadak szénája a vadaskert mellett
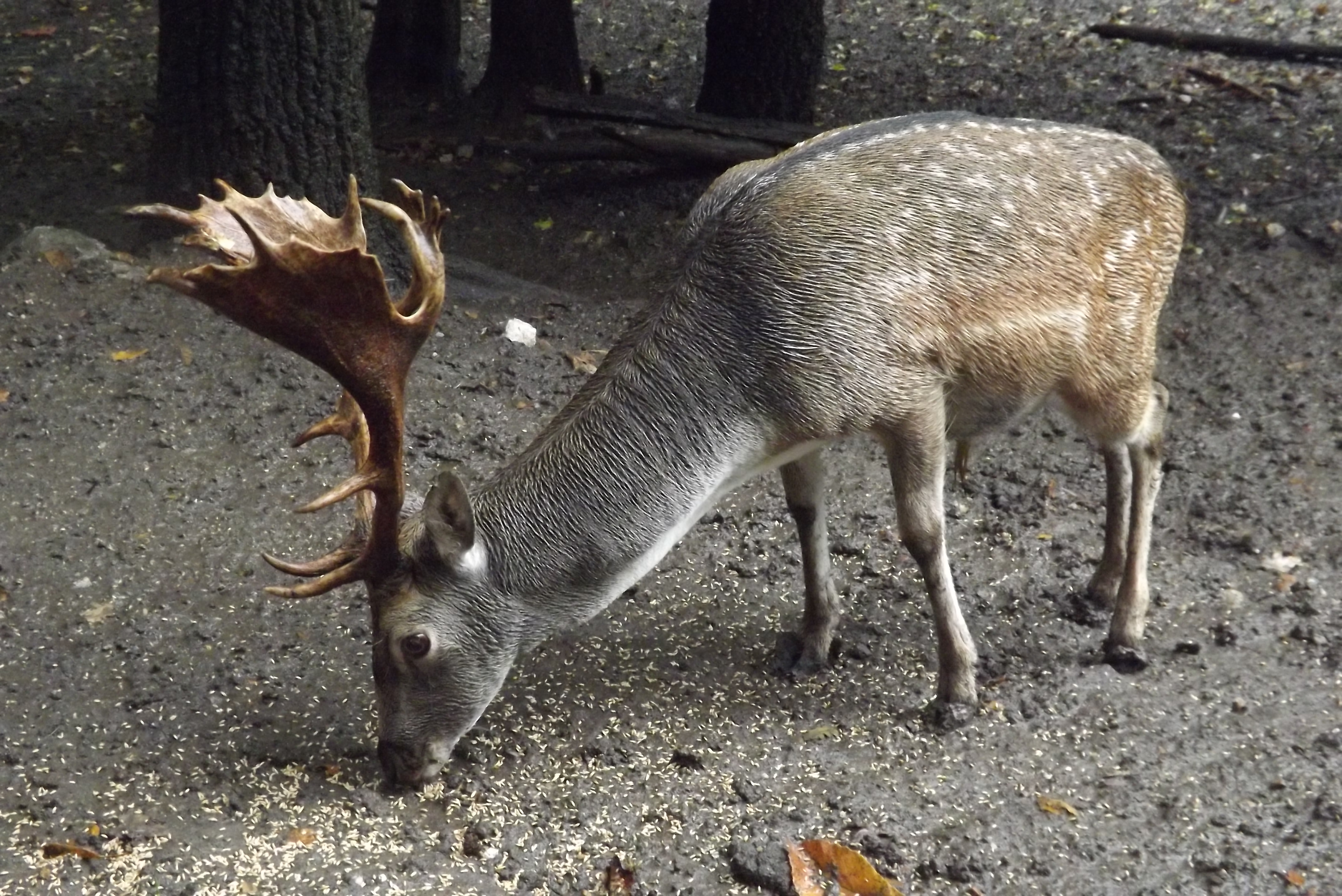
Dámszarvas etetése
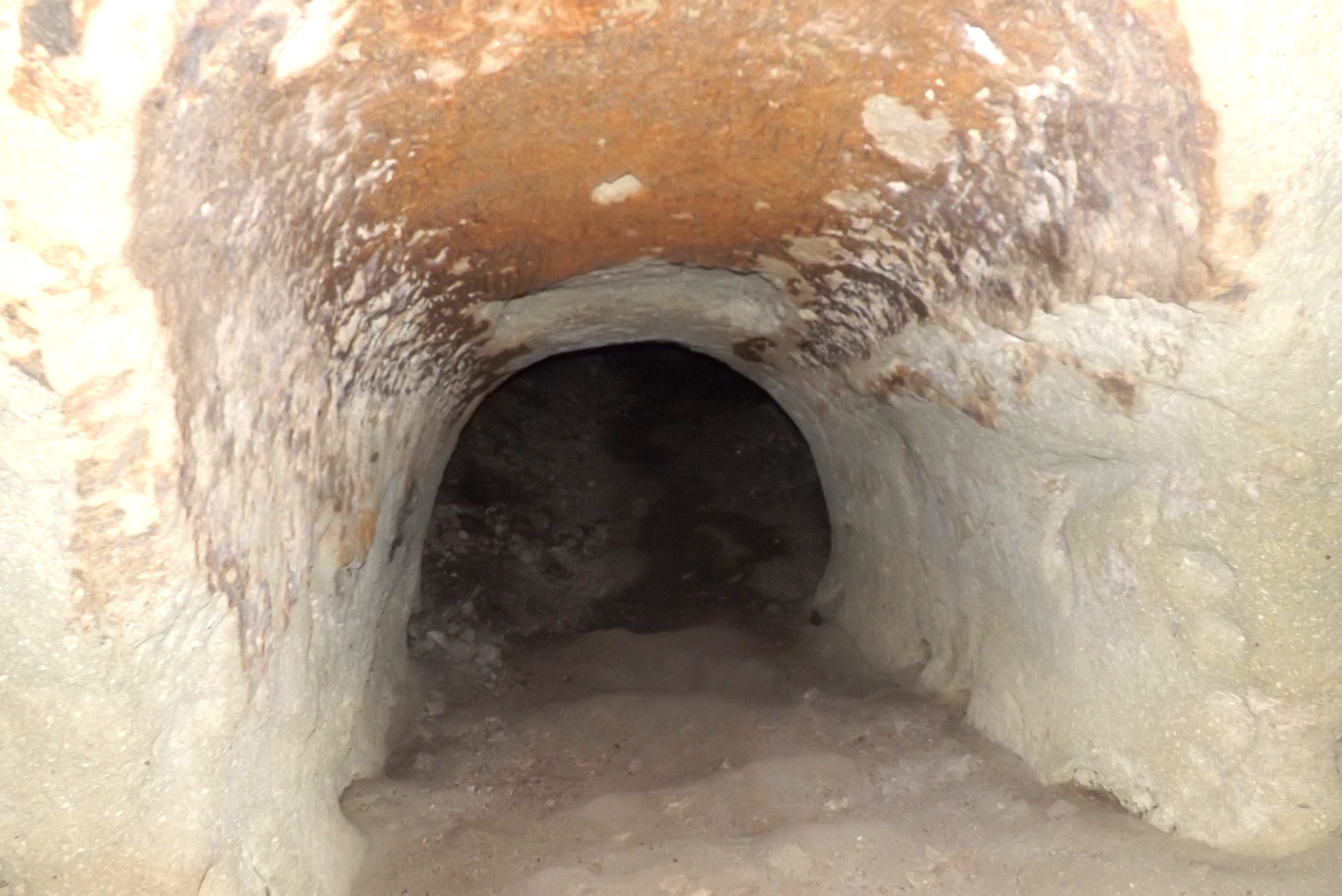
Lejárat a Léleklyuk-barlangba